# UFC 247
UFC 247: Jones vs. Reyes fue un evento de artes marciales mixtas producido por Ultimate Fighting Championship que se llevó a cabo el 8 de febrero de 2020 en el Toyota Center en Houston, Texas.

## Historia
El evento estelar contó con un combate por el Campeonato de Peso Semipesado de UFC entre el actual dos veces campeón Jon Jones y Dominick Reyes.
Una pelea por el Campeonato de Peso Mosca Femenino de UFC entre la actual campeona Valentina Shevchenko y Katlyn Chookagian fue la pelea coestelar del evento.
Aunque no fue anunciado oficialmente por la organización, la promoción tenía prevista una pelea de peso semipesado entre el exretador al título, Ovince Saint Preux y Ryan Spann. Sin embargo, los directivos de promoción eligieron ir en otra dirección y el combate fue cancelado del evento.
Un combate de peso gallo entre Sean O'Malley y José Alberto Quiñónez estaba programado originalmente para llevarse a cabo en UFC 229. Sin embargo, fue descartado después de que O'Malley fallara en una prueba de drogas de la Agencia Antidopaje de los Estados Unidos (USADA). Se esperaba que la pelea tuviera lugar en este evento, pero finalmente se trasladó a UFC 248 por razones desconocidas.
Dhiego Lima tenía previsto enfrentar a Alex Morono en el evento. Sin embargo, Lima fue sacado del evento el 22 de enero debido a una lesión en el cuello. Fue reemplazado por Kalinn Williams.
Jimmie Rivera estaba programado para enfrentar a Marlon Vera en el evento. Sin embargo, Rivera se retiró de la pelea el 23 de enero tras una lesión. A su vez, los funcionarios de la promoción eligieron eliminar a Vera del evento por completo.
Se esperaba que Antonio Arroyo se enfrentara a Trevin Giles en una pelea de peso mediano en el evento. Sin embargo, Arroyo se retiró un día antes del evento debido a problemas médicos. Fue reemplazado por James Krause, quien ya estaba en Houston para enfrentar a Youssef Zalal.

## Resultados
1. ↑  Por el Campeonato de Peso Semipesado de UFC.
2. ↑  Por el Campeonato de Peso Mosca de Mujeres de UFC.

## Premios extra
Los siguientes peleadores recibieron $50,000 en bonos:
- Pelea de la Noche: Trevin Giles vs. James Krause.
- Actuación de la Noche: Kalinn Williams y Mario Bautista